# Mildred Bruce
Pour les articles homonymes, voir Bruce.

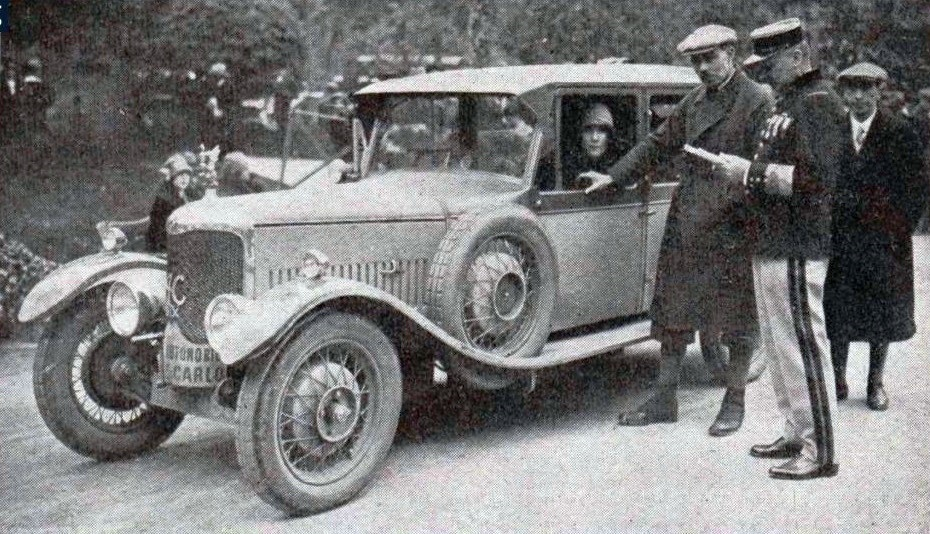
Mildred Bruce, vainqueur de la Coupe des Dames au Rallye Monte-Carlo de 1927.

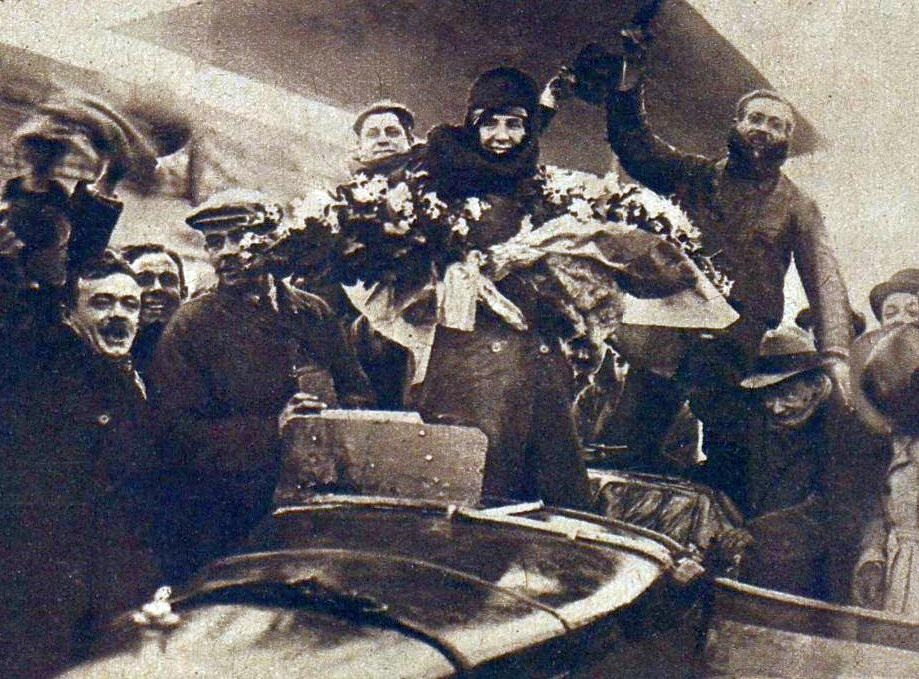
Mildred Bruce (et son époux à sa gauche), 24180 kilomètres en moins de 8 jours sur l'autodrome de Linas-Montlhéry, sur Torpédo 1.5 L. 6 cylindres.

Mildred Bruce, née Mildred Mary Easter Petre, parfois nommée L'Honorable Mrs Victor Bruce, Mary Petre Bruce, Mildred Mary Bruce, ou encore Mary Victor Bruce, née le 10 novembre 1895 à Coptfold Hall (Chelmsford, Essex) et décédée le 21 mai 1990 à Camden Town, un quartier de Londres), était durant les années 1920 et 1930 une britannique pilote automobile, pilote de hors-bords, aviatrice, écuyère et femme d'affaires. Elle battit des records tant sur terre que sur mer ou dans les airs.

## Biographie
En 1911 déjà (année où elle obtenait un record féminin mondial de vitesse, à 60 km/h), à peine âgée de 15 ans, elle conduisait déjà la motocyclette Matchless de son frère dans le quartier londonien d'Osterley, son chien de race collie dans le panier du side-car. En 1920, elle s'acheta sa première voiture (une Enfield-Allday), qu'elle conduisait également fréquemment à des vitesses excessives.
Elle fut au côté de son époux avec W. J. Brunell lorsqu'il remporta le Rallye automobile Monte-Carlo en 1926, sur Bristol AC Tourer 2,0 l. Bruce était alors pilote essayiste pour le groupe AC Cars. Toujours avec son mari, elle fut treizième des 2x12 Heures de Brooklands en 1930, sur Alvis Silver Eagle.
Hormis ses nombreux records homologués, Mildred désormais au volant gagna la Coupe des Dames lors du Rallye Monte-Carlo en 1927, en partant de Stockholm sur une AC Six propriété de Selwyn Edge, après un parcours de 2 736 kilomètres sans dormir durant trois jours, pour obtenir une sixième place au classement général de l'épreuve cette année-là. À peine achevé ce premier périple, elle entama le 28 janvier un raid de 12 875 kilomètres à partir de Monte-Carlo, à travers l'Italie, la Sicile, la Tunisie, le Maroc, l'Espagne et la France, où elle passa par l'autodrome de Linas-Montlhéry, effectuant encore 1 609 kilomètres sur ce dernier avant de revenir en Angleterre. Le 9 juillet de la même année, elle repartit pour un nouveau long trajet depuis Londres avec la même AC Six, son époux, un journaliste et un ingénieur motoriste d'AC, en passant cette fois par la France, la Belgique, les Pays-Bas, l'Allemagne, le Danemark, la Suède et la Finlande, pour aller planter le drapeau britannique à près de 400 kilomètres au nord du cercle arctique. Le record du véhicule le plus septentrional restera valide durant tout le XXe siècle. En janvier 1928 elle est cinquième du rallye Monte-Carlo sur AC et deuxième de la Coupe des Dames, puis au mois d'août, elle participa à la première Coupe Internationale des Alpes (du 12 au 18), encore avec une AC sur 1 964 kilomètres entre Milan et Munich. En janvier 1929, elle effectua une nouvelle fois le rallye Monte-Carlo, en partant de Berlin avec une Arrol Aster. Enfin en 1933, elle accomplit le RAC Rally sur Jowett (en) en partant de Bath (87e). L'année suivante elle fut surprise dans St James' Park au mois d'octobre à rouler à 60 km/h.
Elle obtint notamment à Montlhéry en 1927 un record mondial d'endurance sur 10 jours au mois de décembre (à 109 km/h de moyenne pour 24 140 kilomètres parcourus) associée à son époux et à John A. Joyce à bord de l'AC Six, puis en 1929 un autre record de distance parcourue en solitaire sur 24 heures en juin à bord d'une Bentley 4½ Litre cette fois, avec une vitesse moyenne de 143,89 km/h.
En 1929 elle acheta un hors-bord baptisé Mosquito, avec lequel elle effectua le trajet Douvres-Calais aller-retour en 1 heure 47' le 15 septembre de la même année. Le mois suivant, elle pilota un bateau de 23 pieds de long nommé British Power Boats, qui battit le record de la distance parcourue en 24 heures sur mer, avec 694 milles nautiques 1 117 kilomètres), durant une course-poursuite avec un autre navire.
Dès 1928, elle rejoignit le Mayfair Flying Club, et en janvier 1930 elle possédait un Gipsy Moth. Elle prit ses premières leçons de pilotage en mai 1930 à la Brooklands School of Flying, obtenant sa licence deux mois plus tard.

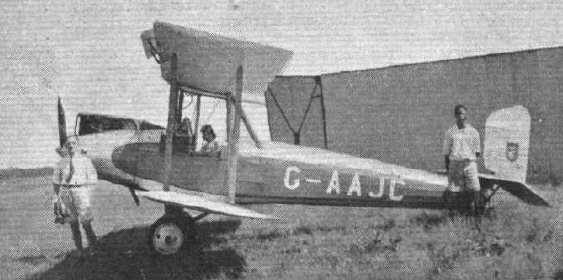
Un Blackburn Bluebird IV.

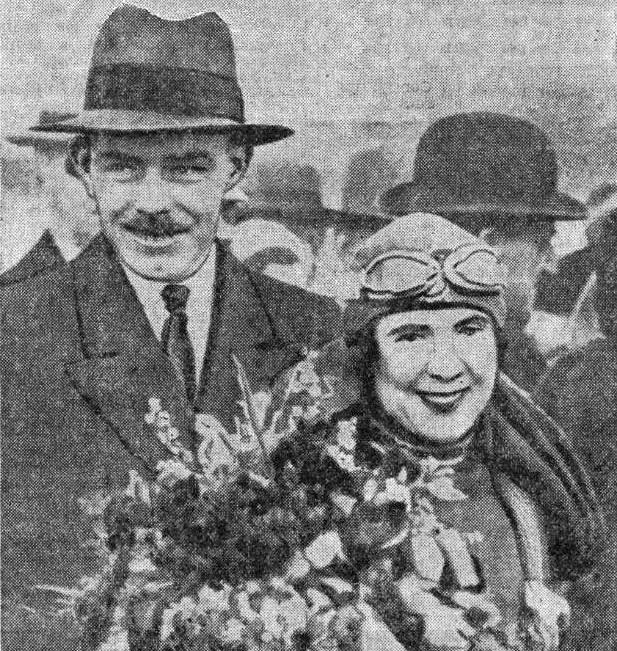
Mr et Mme Victor Bruce, en 1932.

Elle fut la première femme à relier en solitaire -par les airs- Londres au Japon, en 1930, alors qu'elle devenait aussi la première femme à accomplir le tour du monde seule en avion à cockpit ouvert, sur un Blackburn Bluebird IV (en) B-AGDS modifié à moteur de Gipsy II deHavilland nommé Bluebird, dans un périple Heston Field-Munich-Istanbul-Jask (Iran)-Calcutta-Rangoon-Bangkok-Hanoï-Hong Kong-Amoy-Shanghai-Séoul-Tokyo puis Vancouver-Seattle-San Francisco-Los Angeles-San Diego-Phœnix-El Paso-Pesos-Dallas-New Albany-Louisville-Baltimore-New York puis Le Havre-Heston Field, entre le 25 septembre 1930 et le 20 février 1931. Une fuite d'huile l'obligea entre autres à un atterrissage forcé sur les rives du golfe Persique, où elle fut recueillie durant 48 heures par une tribu baloutche avant d'être secourue par ses compatriotes. En Indochine, des pluies de mousson torrentielles la contraindront ensuite à un autre atterrissage forcé dans la jungle, au bord du Mékong. Ayant attrapé le paludisme, elle du alors retarder la poursuite de son voyage. Elle fut le premier aviateur à traverser la mer Jaune, pour atteindre Tokyo le 24 novembre 1930 après avoir jusque-là parcouru 16 625 kilomètres en 25 jours de vol. La traversée du Pacifique s'effectua par bateau jusqu'à Vancouver. Elle subit encore un retard d'une semaine dans l'Oregon pour son troisième atterrissage forcé à Medford, puis elle arriva à New Albany dans l'Indiana, le lieu de naissance de sa mère Jennie Williams, une actrice américaine. Après un quatrième accident à Baltimore, elle rallia New York en février 1931. Sa traversée de l'Océan Atlantique se fit à bord de l'Île-de-France jusqu'au Havre. Une escorte aérienne l'accompagna pour le dernier jour, après 30 577 kilomètres de vol effectif, jusqu'à l'aéroport de Croydon où elle fut reçue en grande pompe.
Ne s'en tenant pas à cet exploit, Mildred Bruce acheta en juillet 1932 un avion amphibie Saro Windhover appelé le City of Portsmouth, ainsi que la même année un Bristol F.2 converti en avion de ravitaillement en vol. Ces deux appareils furent embarqués en août à bord du Solent pour trois tentatives infructueuses de battre le record du monde de vol d'endurance avec remplissage de réservoir en l'air (l'autre pilote relayeur étant le lieutenant d'active John B.W. Pugh, ultérieurement employé par le couple Bruce pour de luxueuses croisières aériennes).
Au début de 1933, elle fut invitée à rejoindre le British Hospital Air Pageants flying circus, en se payant à cette fin un Miles Satyr tout spécialement conçu. Elle fit aussi réaménager un Fairey Fox acheté à bas prix pour le transport de passagers, alors qu'elle passait sa licence B à des fins commerciales, mais elle détruisit l'appareil en juillet, mois où elle quittait aussi le flying circus.
Le 25 novembre 1934, elle décolla en autogire de l'aéroport de Lympne dans un Cierva C.30 en direction du Cap pour tenter de battre le record de durée de vol dans ce type d'engin, mais il fut irrémédiablement endommagé après plus de 980 kilomètres de vol, au-dessus de Nîmes.

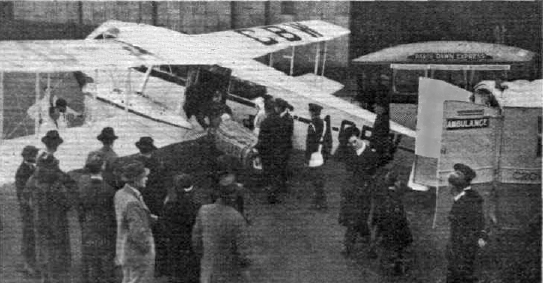
Un De Havilland DH.84 Dragon de la compagnie Air Dispatch Ltd., en 1935 (spécialement aménagé pour des transports sanitaires).

Entre-temps, le 9 juillet Mildred Bruce fonda la Air Dispatch Ltd., puis le 7 août la Commercial Air Hire Ltd. qui débuta immédiatement des vols réguliers entre Croydon et Paris avec deux De Havilland DH.84 Dragon. Air Dispatch Ltd. devint opérationnelle en 1935, pour du fret puis également pour du transport civil de passagers, notamment vers la France.
En 1936, elle vendit deux de ses DH.84 Dragons pour un montant élevé à un mystérieux commanditaire, et les avions furent utilisés durant la guerre d'Espagne.
En 1938, elle retrouva son intérêt d'enfance pour l'équitation, en s'achetant une monture de parade nommée Grand manoir, qu'elle monta personnellement en spectacle à Olympia et à Windsor.
Son mari était l'Honorable Victor Austin Bruce, fils du deuxième Baron Aberdare, épousé en 1926 et avec lequel elle disputa plusieurs raids et courses automobiles de type rallyes. Ils divorcèrent en 1941 alors sans enfant, Anthony Easter-Bruce était né d'une précédente liaison de sa mère en 1920.
Durant le second conflit mondial, les compagnies aériennes privées Air Hire Ltd. et Air Dispatch Ltd. qu'elle possédait avec son époux furent transférées à l'aéroport civil de Cardiff sous le contrôle du National Air Communications, désormais essentiellement dans un but de réparation d'appareils de la RAF, pour les 700 employés des deux groupes. Au sortir de la guerre, les Bruce ne purent rivaliser avec les compagnies de transport du pays désormais nationalisées, et les infrastructures d'Air Dispatch servirent alors à fabriquer des coques de bus et de trolleys, sous les noms de Air Dispatch (Coachbuilders) Ltd. en 1947, puis de Bruce Coach Works Ltd. en 1948 alors qu'Anthony prenait la succession de son beau-père jusqu'en 1952, date de l'arrêt définitif de la société, Mildred Bruce investissant ses capitaux par la suite dans des biens immobiliers.
En avril 1974, elle conduisit à 78 ans lors d'un test une Ford Capri Ghia à 176 km/h sur le circuit de Thruxton, puis à 81 ans elle effectua encore une sortie en de Havilland Chipmunk après un bref recyclage aérien, 13 ans avant son décès.